# Cercopithecus pogonias
Cercopithecus pogonias là một loài động vật có vú trong họ Cercopithecidae, bộ Linh trưởng. Loài này được Bennett mô tả năm 1833.

## Hình ảnh

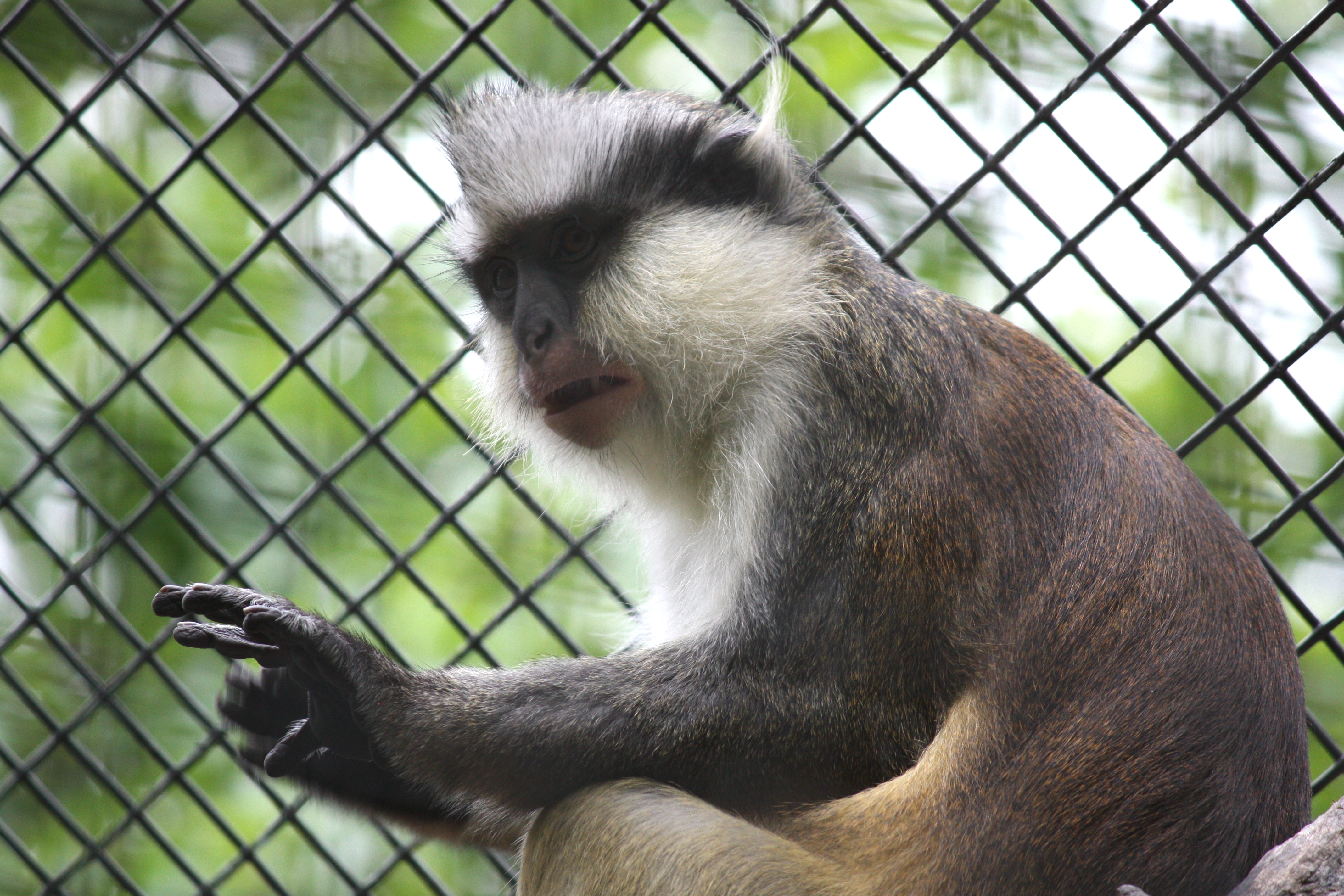
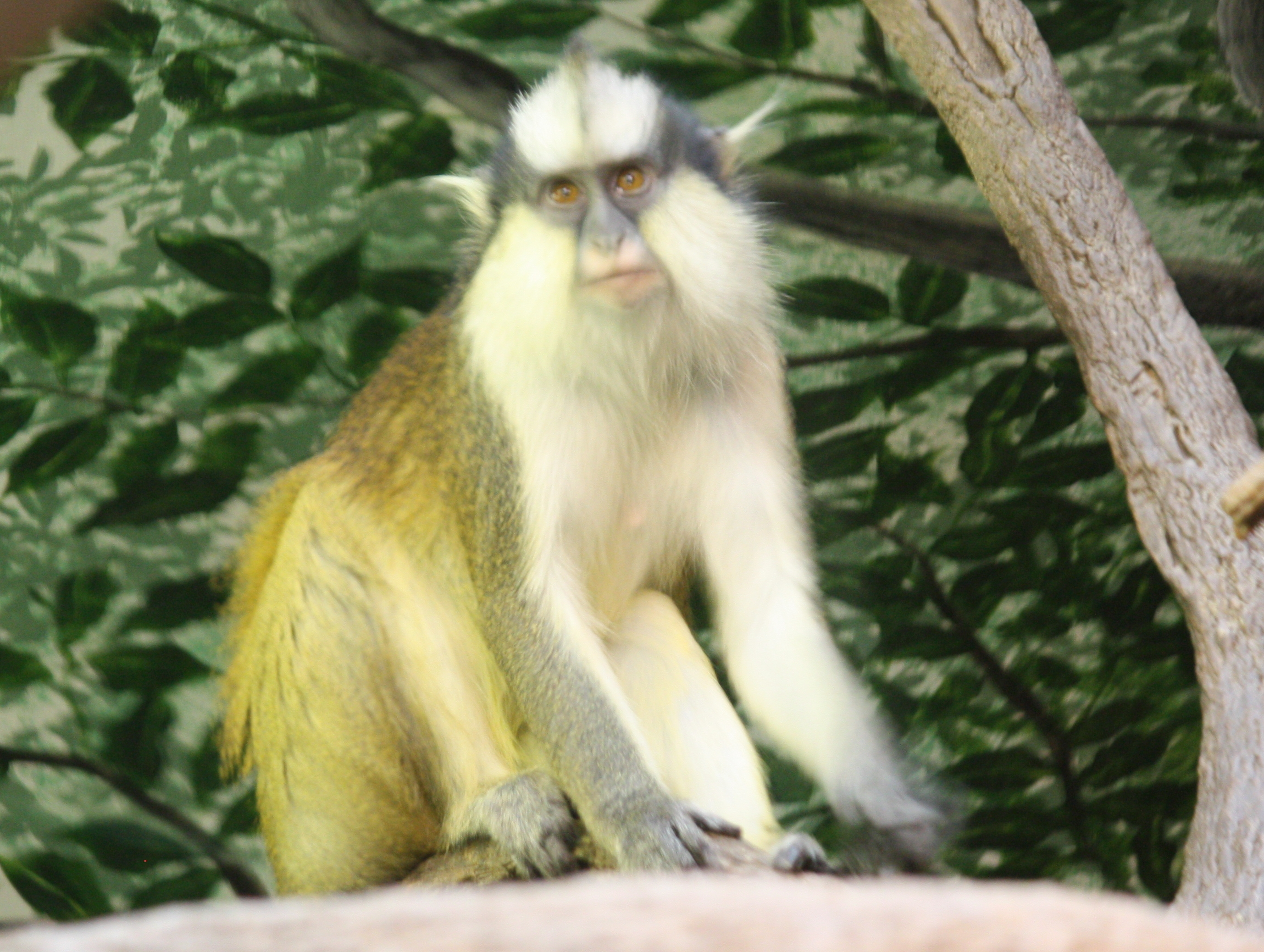
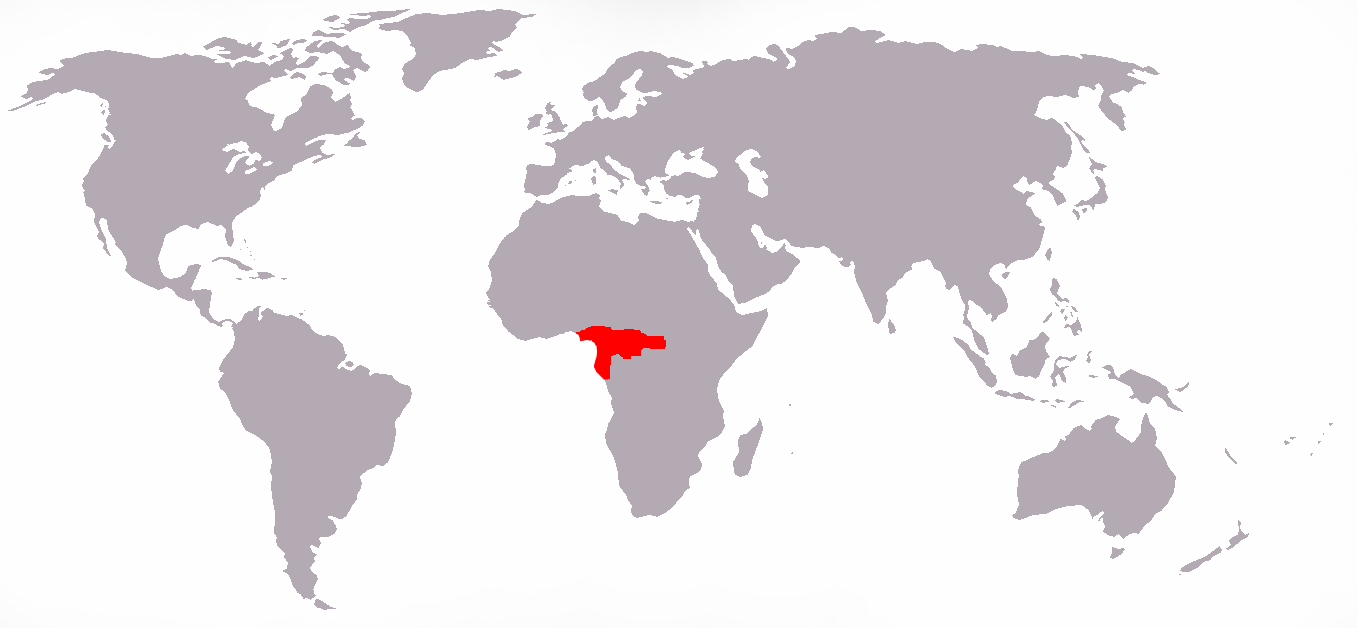
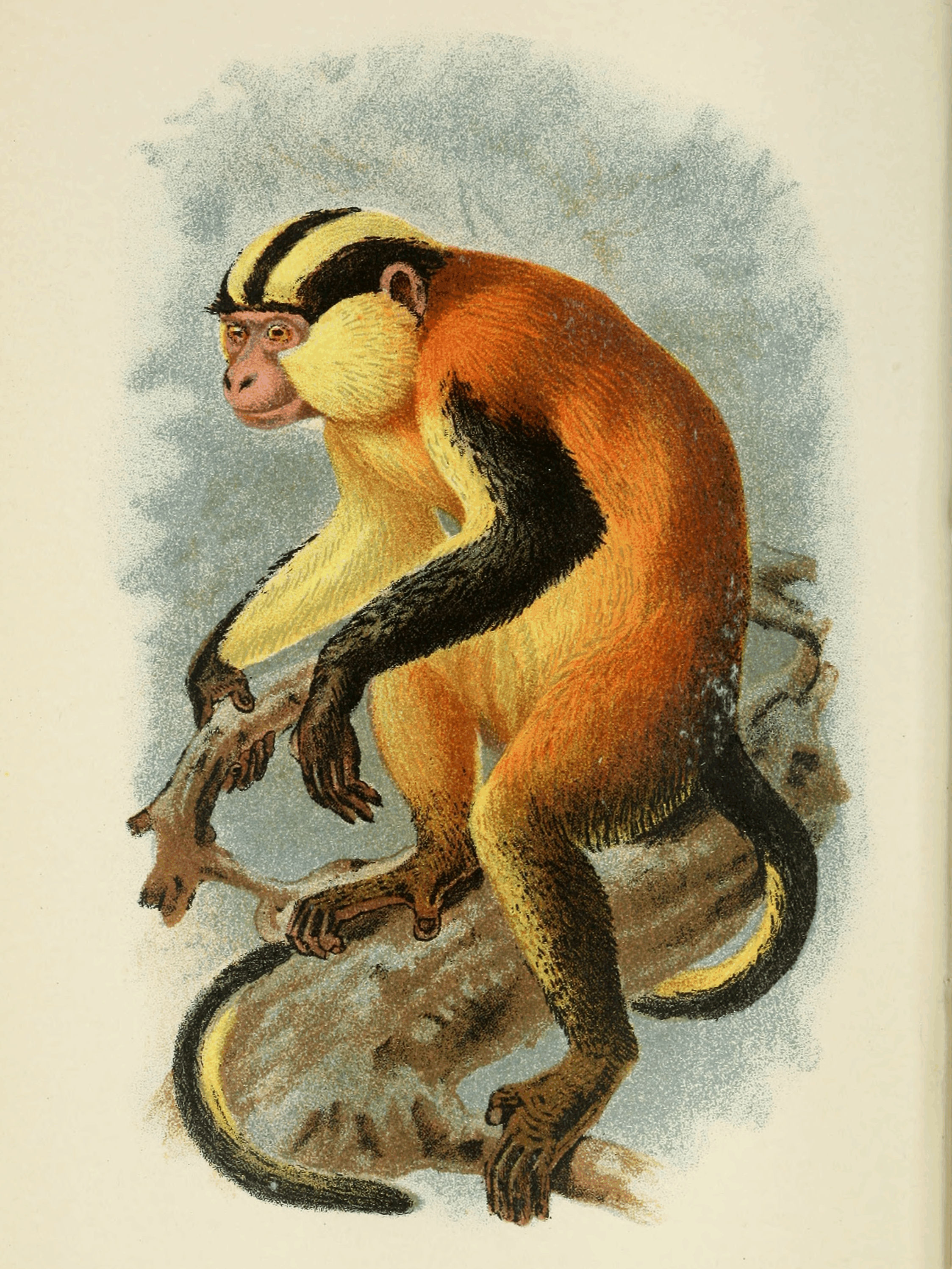